# Абу Ханна, Йоэль
Йоэль Абу Ханна (нем. Joel Abu Hanna; род. 22 января 1998, Тросдорф, Северный Рейн-Вестфалия) — немецкий и израильский футболист, защитник клуба «Маккаби» (Нетания). Выступал за сборную Израиля.

## Биография
Родился 22 января 1998 года в немецком городе Тросдорф. Воспитанник академии леверкузенского «Байера», в которой занимался до 19 лет, после чего перешёл в клуб «Кайзерслаутерн». Спустя год перешёл в команду «Магдебург».
Летом 2019 года стал игроком «Зари». Дебютировал в футболке луганчан, в матче против «Будучности» (3:1), проведя на поле все 90 минут. В первом же сезоне за клуб стал основным центральным защитником.
В августе 2020 года принял предложение сборной Израиля сменить гражданство и выступать под флагом их страны. До этого вызывался в юношеские сборные Германии.
В мае 2021 года подписал 3-летний контракт с чемпионом Польши «Легией».

## Достижения
«Заря»
- Бронзовый призёр чемпионата Украины (2): 2019/20, 2020/21.
- Финалист Кубка Украины: 2020/21